# 卡萨普拉
卡萨普拉（義大利語：Casapulla），是意大利卡塞塔省的一个市镇。总面积2平方公里，人口8534人，人口密度4267.0人/平方公里（2009年）。ISTAT代码为061021。